# Jenny Ondioline
Jenny Ondioline est un maxi du groupe anglais Stereolab, sorti en 1993. C'est aussi le nom d'une chanson du groupe présente sur ce disque et sur l'album Transient Random-Noise Bursts With Announcements. D'une durée de dix-huit minutes, c'est le titre le plus long jamais composé par Stereolab. Sur ce maxi, la chanson a été réduite à sa première partie.
Jenny Ondioline est arrivé en 75e position de l'UK Singles Chart et a été le premier disque du groupe à apparaitre dans ce classement. Cela a été dû notamment au succès de la chanson French Disco, présente en face B, qui a été sélectionnée et diffusée par les radios nationales britanniques. Le groupe n'a cependant pas eu les moyens de rééditer ce maxi avec French Disco en face A mais a fait rajouter sur certains disques un autocollant mentionnant « this disk includes French Disko » ( « ce disque comprend French Disko) », le titre de la chanson ayant été délibérément changé de French Disco à French Disko.
Elektra sortit deux CD promo, l'un single contenant Jenny Ondioline, l'autre contenant les quatre pistes. Le label a aussi édité ce maxi sur un disque vinyle transparent de sept pouces à mille exemplaires.

## Liste des titres
1. Jenny Ondioline (Part 1)
2. Fruition
3. Golden Ball (Studio)
4. French Disco